# تينا غرين
تينا غرين (بالإنجليزية: Tina Green)‏ هي سيدة أعمال جنوب أفريقية، ولدت في عقد 1940 في جنوب أفريقيا.